# Calvin Johnson
Calvin Johnson, Jr. (Tyrone, Georgia, Estados Unidos; 25 de septiembre de 1985) es un exjugador profesional de fútbol americano. Jugaba en la posición de wide receiver y desarrolló toda su carrera en los Detroit Lions de la National Football League (NFL).
Jugó a nivel universitario en los Georgia Tech Yellow Jackets antes de ser drafteado por los Lions en la segunda posición global del Draft de la NFL de 2007.
Johnson poseía una excepcional combinación de tamaño (198 cm, 110 kg), velocidad (100 metros en 10.23 segundos y 40 yardas en 4,32 segundos), fuerza, habilidad de salto (más de 110 cm en salto vertical), control de su cuerpo y coordinación ojo-mano. Ha sido apodado como "Megatron" por los entrenadores y aficionados de los Lions. Calvin Johnson es considerado uno de los mejores receptores en la historia de la NFL.
El 22 de diciembre de 2012, Johnson rompió el récord de Jerry Rice de yardas por aire en una temporada, que previamente habían sido 1.848, y Johnson terminó la temporada 2012 con 1,964 yardas, un promedio de casi 123 yardas por juego. En ese mismo juego frente a los Atlanta Falcons, Johnson también establece los registros de la NFL para juegos consecutivos de 100 yardas (8) y juegos consecutivos con 10 o más recepciones (4). Empató el récord del Salón de la Fama Michael Irvin de juegos de al menos 100 yardas en una temporada, con 11.

## Carrera

### Universidad

#### Estadísiticas
| Año   | Equipo       | Partidos | Partidos | Recepción | Recepción | Recepción | Recepción | Carrera | Carrera | Carrera | Carrera |
| Año   | Equipo       | PJ       | PT       | Rec       | Yds       | Avg       | TD        | Att     | Yds     | Avg     | TD      |
| ----- | ------------ | -------- | -------- | --------- | --------- | --------- | --------- | ------- | ------- | ------- | ------- |
| 2004  | Georgia Tech | 12       |          | 48        | 837       | 17.4      | 7         | 3       | 10      | 3.3     | 1       |
| 2005  | Georgia Tech | 12       |          | 54        | 908       | 16.4      | 6         | 0       | 0       | 0.0     | 0       |
| 2006  | Georgia Tech | 14       |          | 76        | 1,202     | 15.8      | 15        | 7       | 30      | 4.3     | 0       |
| Total | Total        | 38       |          | 178       | 2,927     | 16.4      | 28        | 10      | 40      | 4.0     | 1       |

### NFL

#### Detroit Lions
Johnson fue escogido por los Detroit Lions en la segunda posición global del Draft de 2007, solo por detrás de JaMarcus Russell. Su debut en la NFL se produjo el 9 de septiembre de 2007 ante los Oakland Raiders. En ese partido atrapó cuatro pases para un total de 70 yardas y un touchdown. Se retiró a una edad muy temprana, y su relación con los Lions terminó de manera mala, ya que el equipo le pidió a Johnson que regrese un millón de dólares al equipo tras su retiro.

## Estadísticas
|         | Líder de la liga  |
|         | Récord de la NFL  |
| Negrita | Máximo de carrera |

### Temporada regular[3]
| Año   | Equipo | Partidos | Partidos | Recepción | Recepción | Recepción | Recepción | Recepción | Recepción | Carrera | Carrera | Carrera | Carrera | Carrera | Fumbles | Fumbles |
| Año   | Equipo | PJ       | PT       | Tgt       | Rec       | Yds       | Avg       | TD        | Lng       | Att     | Yds     | Avg     | Lng     | TD      | Fum     | Lost    |
| ----- | ------ | -------- | -------- | --------- | --------- | --------- | --------- | --------- | --------- | ------- | ------- | ------- | ------- | ------- | ------- | ------- |
| 2007  | DET    | 15       | 10       | 93        | 48        | 756       | 15.8      | 4         | 49        | 4       | 52      | 13.0    | 32      | 1       | 1       | 0       |
| 2008  | DET    | 16       | 16       | 150       | 78        | 1,331     | 17.1      | 12        | 96        | 3       | −1      | −0.3    | 7       | 0       | 3       | 2       |
| 2009  | DET    | 14       | 14       | 137       | 67        | 984       | 14.7      | 5         | 75        | 7       | 73      | 10.4    | 19      | 0       | 3       | 2       |
| 2010  | DET    | 15       | 15       | 137       | 77        | 1,120     | 14.5      | 12        | 87        | 4       | 32      | 8.0     | 15      | 0       | 1       | 0       |
| 2011  | DET    | 16       | 16       | 158       | 96        | 1,681     | 17.5      | 16        | 73        | 1       | 11      | 11.0    | 11      | 0       | 1       | 1       |
| 2012  | DET    | 16       | 16       | 204       | 122       | 1,964     | 16.1      | 5         | 53        | 0       | 0       | 0.0     | 0       | 0       | 3       | 3       |
| 2013  | DET    | 14       | 14       | 156       | 84        | 1,492     | 17.8      | 12        | 87        | 0       | 0       | 0.0     | 0       | 0       | 1       | 1       |
| 2014  | DET    | 13       | 13       | 128       | 71        | 1,077     | 15.2      | 8         | 67        | 0       | 0       | 0.0     | 0       | 0       | 0       | 0       |
| 2015  | DET    | 16       | 16       | 149       | 88        | 1,214     | 13.8      | 9         | 57        | 0       | 0       | 0.0     | 0       | 0       | 1       | 1       |
| Total | Total  | 135      | 130      | 1,312     | 731       | 11,619    | 15.9      | 83        | 96T       | 19      | 167     | 8.8     | 32T     | 1       | 14      | 10      |